# Joaquín Reyes (calciatore)
Joaquín Reyes (Torreón, 20 giugno 1978) è un ex calciatore messicano, di ruolo attaccante.

## Palmarès

### Club

#### Competizioni nazionali
- Campionato messicano: 1

Santos Laguna: Verano 2001
- InterLiga: 1

Santos Laguna: 2004